# Lej da Champfèr
Lej da Champfèr (niem. Champfèrersee) – jezioro w szwajcarskiej gminie Silvaplana, w regionie Maloja, w kantonie Gryzonia. 

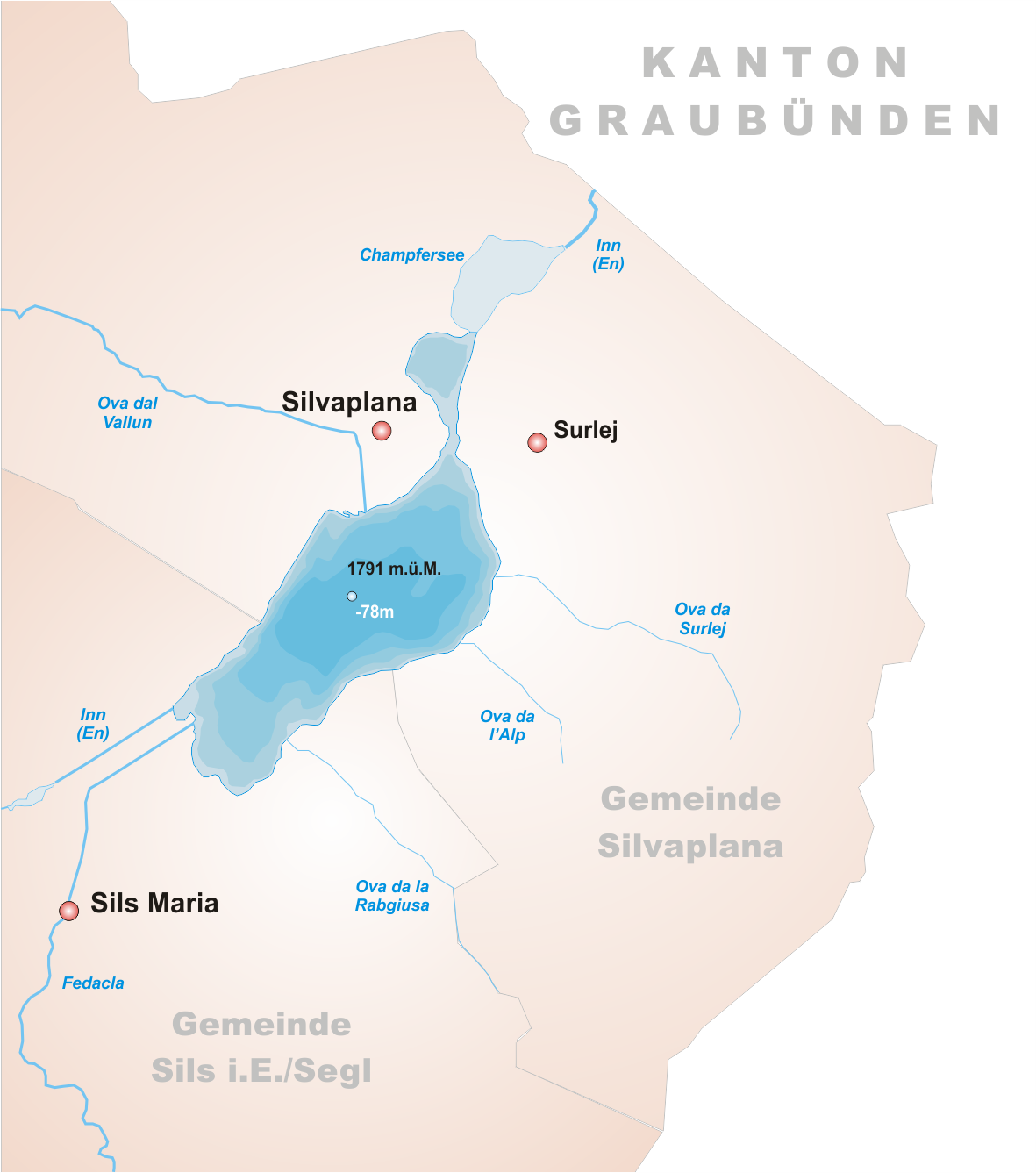
Jeziora Silvaplanersee i Lej da Champfèr oraz
początkowy bieg rzeki Inn
(płynie z pd.zach na pn.wsch.)

Znajduje się  w dolinie Engadyny, na północny wschód od miejscowości Silvaplana i od jeziora Silvaplanersee, z którym jest połączone; z tego powodu jeziora Silvaplanersee i Lej da Champfèr często traktowane są jako wspólny zbiornik wodny o powierzchni 3,2 km² (Silvaplana ma w nim udział 2,7 km²).
Lustro wody jeziora znajduje się na wysokości 1790 m n.p.m. Z północno-wschodniego skraju jeziora Champfer wypływa rzeka Inn.
Na północny wschód od jeziora znajduje się wieś Champfèr.